# Rahul Kohli
Rahul Kohli (13 de novembro de 1985) é um ator Britânico. Mais conhecido por seus papéis como Ravi Chakrabarti, da série iZombie, produzida pela emissora americana The CW.
Em 2017 fez uma participação na série também do The CW, Supergirl como Jack Spheer no episódio 18 da segunda temporada.
Em 2020 o ator esteve no elenco principal da segunda temporada da série antológica The Haunting, intitulada The Haunting of Bly Manor (A Maldição da Mansão Bly) como Owen Sharma. 
Em 2021 o ator faz parte do elenco da nova série de terror da Netflix, Missa da Meia Noite, em inglês Midnight Mass no qual interpreta o Xerife Hassan na Ilha de Crokett.